# Rex Harrison
Sir Reginald Carey Harrison, conegut artísticament com a Rex Harrison (Huyton, Lancashire, 5 de març de 1908 − Nova York, 2 de juny de 1990), va ser un actor de teatre i de cinema anglès.
Va iniciar la seva carrera al teatre (que continuà fins a la seva mort) l'any 1924 i va debutar al cinema l'any 1930, treballant en els dos àmbits tant a Anglaterra com als Estats Units. Va interpretar molts rols de comèdia però també dramàtics, sent recordat per papers com el del professor Higgins a My Fair Lady (que va interpretar tant al teatre com al cinema i pel que va guanyar un premi Tony i un Oscar), el de papa Juli II a The Agony and the Ecstasy, el de Juli Cèsar a Cleopatra o el del fantasma del capità Gregg a El fantasma i la senyora Muir. També va obtenir un altre premi Tony pel seu paper d'Enric VIII a l'obra de teatre Anne of the Thousand Days.

## Biografia
Va néixer a Huyton (Knowsley), paratge que llavors formava part de Lancashire, a prop de Liverpool. Es va educar en el Liverpool College. La seva primera aparició en un escenari es va produir el 1924, amb 16 anys, a Liverpool. La seva carrera es va veure interrompuda per la Segona Guerra Mundial, durant la qual va servir en la Royal Air Force.
Va aparèixer en diversos escenaris d'Anglaterra, i a Broadway.
El seu èxit interpretatiu més gran en el cinema va ser com el professor Henry Higgins a la pel·lícula My Fair Lady, adaptació del musical basat en l'obra de Bernard Shaw, Pygmalion, on compartia pantalla al costat de Audrey Hepburn. Ambdós van aconseguir personatges carregats de força i expressivitat, i la tasca de Rex Harrison es va veure premiada amb un 'Oscar' de l'Acadèmia. Ja havia guanyat dos Premis Tony: el primer el 1949 per Anna i el rei de Siam on interpretava Enric VIII i el segon el 1957 per la versió teatral de My Fair Lady, l'èxit del qual va propiciar la versió al cinema.
Altres de les seves interpretacions memorables per a la pantalla gran van ser a El fantasma i la senyora Muir, Doctor Dolittle, The Agony and the Ecstasy (on encarnava el papa Juli II, mecenes de Miquel Àngel) i Cleòpatra on interpretava un magnífic Juli Cèsar.
Va ser nominat a l'Oscar el 1964 per Cleòpatra i l'any següent per My Fair Lady, premi que en aquesta ocasió va guanyar.
El 1969 va rodar una atrevida tragicomèdia de temàtica gai: oL'escala dirigida per Stanley Donen. Amb Richard Burton, va interpretar una parella de perruquers homosexuals, embolicats en situacions desagradables en ser acusats d'escàndol a la moral. Aquesta pel·lícula no es va poder estrenar a Espanya fins a 1976 i va tenir limitada difusió, en part entorpida per la vídua de Burton; el 2011 ha estat recuperada .
Va estar casat 6 vegades, segons la següent cronologia:
- Colette Thomas -actriu francesa de teatre- (1934-1942), (un fill, l'actor/cantant Noel Harrison)
- Lilli Palmer -actriu- (1943-1957), (un fill, el novel·lista/guionista Carey Harrison)
- Kay Kendall -actriu- (1957-1959)
- Rachel Roberts -actriu- (1962-1971)
- Elizabeth Harris (1971-1975), (tres fillastres: Damian Harris Jared Harris i Jamie Harris)
- Mercia Tinker (1978-1990)

## Filmografia
- 1930: The Great Game de Jack Raymond: George
- 1930: School for Scandal de Maurice Elvey: no surt als crèdits
- 1936: Men Are Not Gods de Walter Reisch: Tommy Stapleton
- 1937: Storm in a Teacupde Ian Dalrymple i Victor Saville: Frank Burdon
- 1938: Sidewalks of London de Tim Whelan: Harley Prentiss
- 1938: The Citadel de King Vidor: Dr. Lawford
- 1939: The Silent Battle de Herbert Mason: Jacques Sauvin
- 1939: Over the Moon de Thornton Freeland: Dr. Freddie Jarvis
- 1940: Ten Days in Paris de Tim Whelan: Bob Stevens
- 1940: Night Train to Munich de Carol Reed: Gus Bennett
- 1941: Major Barbara de Gabriel Pascal: Adolphus Cusins
- 1945: L'esperit burleta (Blithe Spirit) de David Lean: Charles Condomine
- 1945: I Live in Grosvenor Square de Herbert Wilcox: Major David Bruce
- 1945: The Rake's Progress de Sidney Gilliat: Vivian Kenway
- 1946: Anna i el rei de Siam (Anna and the King of Siam) de John Cromwell: el rei
- 1947: El fantasma i la senyora Muir (The Ghost and Mrs. Muir) de Joseph Mankiewicz: capità Gregg
- 1947: The Foxes of Harrow de John M. Stahl: Stephen Fox
- 1948: Escape de Joseph L. Mankiewicz: Matt Denant
- 1948: Unfaithfully yours de Preston Sturges: Sir Alfred De Carter
- 1951: The Long Dark Hall de Reginald Beck i Anthony Bushell: Arthur Groome
- 1952: The Four Poster de Irving Reis: John Edwards
- 1954: El rei Ricard i els croats (King Richard and the Crusaders) de David Butler: Saladí
- 1955: The Constant Husband de Sidney Gilliat: William Egerton
- 1958: The Reluctant Debutante de Vincente Minnelli: Jimmy Broadbent
- 1960: Midnight Lace de David Miller: Anthony 'Tony' Preston
- 1962: L'últim xantatge (The Happy Thieves) de George Marshall: Jimmy Bourne
- 1963: Cleopatra, de Joseph Mankiewicz: Juli Cèsar
- 1964: My Fair Lady de George Cukor: professor Henry Higgins
- 1964: The Yellow Rolls-Royce d'Anthony Asquith: el marquès de Frinton
- 1965: El turment i l'èxtasi (The Agony and the Ecstasy) de Carol Reed: el papa Juli II
- 1967: Dones a Venècia (The Honey Pot) de Joseph Mankiewicz: Cecil Fox
- 1967: Doctor Dolittle de Richard Fleischer: el doctor Dolittle
- 1968: A Flea in Her Ear de Jacques Charon: Victor Chandebisse / Poche
- 1969: L'escala (The Staircase) de Stanley Donen: Charles Dyer
- 1977: El príncep i el captaire (Crossed Swords) de Richard Fleischer: el duc de Norfolk
- 1979: Ashanti de Richard Fleischer: Brian Walker
- 1979: La màscara de ferro (The Fifth Musketeer) de Ken Annakin: Colbert
- 1982: A Time to Die de Matt Cimber: Van Osten

## Premis i nominacions
| Any  | Categoria                                   | Pel·lícula            | Resultat  |
| ---- | ------------------------------------------- | --------------------- | --------- |
| 1964 | Oscar al millor actor                       | Cleopatra             | Candidat  |
| 1964 | Globus d'Or al millor actor dramàtic        | Cleopatra             | Candidat  |
| 1965 | Oscar al millor actor                       | My Fair Lady          | Guanyador |
| 1965 | Globus d'Or al millor actor musical o còmic | My Fair Lady          | Guanyador |
| 1966 | BAFTA al millor actor britànic              | My Fair Lady          | Candidat  |
| 1966 | Globus d'Or al millor actor dramàtic        | El turment i l'èxtasi | Candidat  |
| 1968 | Globus d'Or al millor actor musical o còmic | Doctor Dolittle       | Candidat  |